# Маргарита Савоја
Маргарита Савојска (април 1439 — 9. март 1483), позната и као Маргарита Савојска или Маргерита ди Савојска, била је најстарија преживела ћерка Луја I, војводе од Савоје. Била је супруга маркгрофа Јована IV од Монферата, а касније и супруга Петра II Луксембуршког, грофа Сен Пола, Бријена, Марла и Соасона.

## Живот
Маргарита је рођена априла 1439. године, у Торину, Италија, као најстарија преживела ћерка и једно од деветнаесторо деце Луја I, војводе од Савоје и принцезе Ане од Кипра. Њен деда и бака по оцу били су гроф Амадео VIII Савојски, који је такође био антипапа Феликс V, и грофица Марија од Бургундије. Њена бака и деда по мајци били су краљ Јанус од Кипра и Јерменије и Шарлота Бурбон.

## Бракови и деца
У децембру 1458. године, у Казалеу се удала за свог првог мужа, Јована IV, маркгрофа од Монферата, сина маркиза Јована Јакова од Монферата и маркизе Јоване Савојске. Био је кондотијер за Венецијанску Републику током ратова у Ломбардији који су представљали низ сукоба између Венеције и Милана, и њихових разних савезника.
Маргарита је донела мираз од 100.000 скудија, а заузврат је добила Трино, Морано, Борго Сан Мартино и Момбаруцо. Имали су једну ћерку, маркиз Јован IV је имао неколико ванбрачне деце. Умро је 19. јануара 1464. године, остављајући је удовицом у доби од двадесет пет година.
Две и по године касније, 12. јула 1466. године, маркиза Маргарета се удала за свог другог мужа, Петра II Луксембуршког, грофа од Сен Пол и Соасона, другог најстаријег сина Луја од Луксембурга, грофа од Саинт-Пола и Бријена и Жане де Бар, грофице од Марла и Соасона. Имали су петоро деце:
- Луј Луксембуршки (умро млад);
- Клод Луксембуршки (умро млад);
- Антоан Луксембуршки (умро млад);
- Марија од Луксембурга, удала се прво за свог ујака, Жака Савојског, грофа од Ромона, имали су ћерку Франциску Савојску. Марија се удала други пут, за Франсиса де Бурбона, грофа од Вандома, имали су шесторо деце, укључујући Шарла Бурбона, војводу од Вандома и Антоанету Бурбон, жену Клода, војводе од Гиза. Марија, краљица Шкотске, француски краљ Анри IV и лотариншке војводе од Гиза били су Маријини директни потомци.
- Франциска од Луксембурга, Дама д'Енгхиен (умрла 5. децембра 1523. године), удала се за Филипа од Клевса, господара Равенштајна (умро 28. јануара 1528. године).

## Смрт
Маргарет је умрла у Брижу 9. марта 1483. године, на годишњицу смрти своје сестре Марије и мање од шест месеци након њеног мужа грофа Пјера II, а сахрањена је у опатији Хапланкур.  Маргариту су надживеле њене две ћерке, Марија и Франсоаз, а њена три сина су умрла у раном детињству.